# Estación de Wyoming (Ontario)
Wyoming es una estación de tren en Plympton-Wyoming en el condado de Lambton, Ontario, Canadá. Es una parada en la ruta del tren Toronto-Sarnia de Via Rail. La estación es accesible para sillas de ruedas. El refugio está apartado de Broadway Street en el centro de Wyoming. El tren 84 para en Wyoming a las 08:56 y el tren 87 para a las 22:05, los siete días de la semana. Se requieren reservaciones con 40 minutos de anticipación para que los trenes 84 y 87 paran en este lugar.